# Samoklęski (gmina)
Samoklęski (do 1877 Starościn) – dawna gmina wiejska istniejąca do 1954 roku w woj. lubelskim. Siedzibą władz gminy były Samoklęski.
Gmina powstała za Królestwa Polskiego w powiecie lubartowskim w guberni lubelskiej w 1877 roku z obszaru zniesionej gminy Starościn.
W okresie powojennym gmina należała do powiatu lubartowskiego w woj. lubelskim. Według stanu z dnia 1 lipca 1952 roku gmina składała się z 12 gromad. Tegoż dnia z części gmin Samoklęski, Niemce i Kamionka utworzono gminę Krasienin. 
Gmina została zniesiona 29 września 1954 roku wraz z reformą wprowadzającą gromady w miejsce gmin. Jednostki nie przywrócono 1 stycznia 1973 roku po reaktywowaniu gmin.
Zobacz też: gmina Samoklęski Małe